# رجوع إلى الطفولة
رجوع إلى الطفولة سيرة ذاتية للكاتبة المغربية ليلى أبو زيد صدرت سنة 1993عن مطبعة النجاح، وعن شركة  النشر والتوزيع المدارس، الدار البيضاء، سنة 2005. والمؤلف معتمد من وزارة التربية الوطنية المغربية في مادة اللغة العربية للمستوى الثالثة إعدادي.

## نبذة عن الكتاب

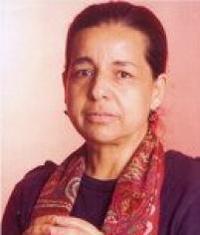
مؤلفة الكتاب رجوع الى الطفولة

كتاب "رجوع إلى الطفولة" يروي تجربة الكاتبة ليلى أبو زيد خلال طفولتها في فترة الاستعمار الفرنسي للمغرب وما تلاها من أحداث. يركز الكتاب على الجوانب العائلية، التعليمية، الدينية، والهوية الوطنية التي شكّلت وعي الكاتبة في تلك الحقبة. تحكي ليلى عن والدها الذي سُجن نتيجة مشاركته في مقاومة الاستعمار، وتأثير غيابه على الأسرة، كما تسلط الضوء على دور المرأة في حياتها، ممثلةً بأمها وجدتها اللتين كان لهما أثر كبير في تكوين هويتها. كما يتناول الكتاب التحولات الاجتماعية والتربوية التي شهدها المغرب بعد الاستقلال، ويرصد معاناة الكاتبة مع النظام التعليمي الاستعماري الذي فرض اللغة الفرنسية، مما زاد من تعميق أزمة الهوية. من خلال تفاصيل الحياة اليومية، يوثق العمل الصراع الداخلي بين الثقافة الغربية المهيمنة والثقافة العربية الإسلامية، وهو ما يعكس تحديات التعايش بين هاتين الثقافتين في المجتمع المغربي في تلك الفترة.

## ظروف كتابة السيرة
في البداية كتبت ليلى أبو زيد سيرتها باللغة الإنجليزية، بطلب من إليزابيت فرنيا، الخبيرة الأمريكية في شؤون الشرق الأوسط، التي طلبت منها سنة 1991 نصا يتراوح بين 15 و30 صفحة لنشرها ضمن أنطولوجية عن أدب الطفولة في الشرق الأوسط   فكتبت كتابا تتوجه به  لقارئ أجنبي. وبعد عامين 1993 أعادت ليلى أبو زيد كتابة سيرتها باللغة العربية لتنشرها دار النجاح، وبعدها توالت طبعاتها عندما أصبحت مدرجة ضمن المقرر الدراسي  الخاص بالسنة الثالثة إعدادي.

## محتوى السيرة
تتكون السيرة من أربعة فصول تمثل تنقل اسرة المؤلفة بين  قرية القصيبة وصفرو والدار البيضاء والرباط تتصدرها مقدمة، وتختتم بالتعريف بالمؤلفة وبالبليوغرافيا  الموظفة في النص.
- الفصل الأول: "القصيبة"

تتحدث الكاتبة في هذا الفصل عن العودة  بواسطة الحافلة من زيارة عائلة أمها بصفرو إلى قرية القصيبة حيث تسكن العائلة، واعتمادا على ذاكرة طفولية مضببة أحيانا تسرد الكاتبة قصصا من الواقع المعاش، وحكايات واقعية وأخرى أسطورية تحكيها الجدة، وتحكي عن زيارات متبادلة بين نساء الأعيان ومأدبات،  ومقارنات بين الحياة الحضرية والقروية وما ينتج عن ذلك من مشاكل أسرية. وتشير في هذا الفصل إلى قصة اعتقال والدها بسبب نشاطه مع الحركة الوطنية.
- الفصل الثاني: "صفرو"

في الفصل الثاني من سيرتها الذاتية، تحكي الطفلة الساردة إما مباشرة أو على لسان أمها ما لحق أسرتها من صعوبات الرحيل من القصيبة إلى صفرو مقر سكنى الأم الأصلي، وقساوة أهل أبيها مع أمها، ويبقى موضوع اعتقال الأب هو الموضوع الأساس الذي تدور عليه الأحداث، فتتلخص تحركات الأم كلها في التنقل المتكرر لزيارة الأب في السجون التي يرحل إليها، وقضاء طلباته من داخل السجن، والعمل بتعليماته مثل إدخال البنات لمدرسة من المدارس الحرة التي أنشأتها الحركة الوطنية، ومن خلال هذه التحركات تطلع الأم على أخبار معاناة السجناء والوطنيين مع المستعمر. وخلال هذه الإقامة تسرد الطفلة انشغالات النساء من غسيل وحمام وضيافات وتعلم يتراوح بين المدرسة ودار الصنعة، وتداول حكايات من الماضي، وتعاون وتعايش بين أهل المدينة واليهود.
- الفصل الثالث: "الدار البيضاء"

بعد قضاء أبو زيد والد الطفلة سنتين وسبعة أشهر من السجن، بتهمة الاعتداء على موظف فرنسي، وبمساعدة الوطنيين الذين أوجدوا له عملا في دار البراد انتقلت الأسرة للعيش في الدار البيضاء. وهناك انحرط في المقاومة الوطنية للمستعمر بشكل منظم، وأعيد إلى السجن، وظلت زوجته تتنقل  من سجن إلى آخر لمعرفة مكانه، وزيارته، وتأمين الأكل له، كما كلفت بمهام نقل الرسائل والسلاح للوطنيين. ومع الاستقلال أطلق سراح المعتقلين وتزامن ذلك مع ميلاد ابنته سعاد، وتقلده منصب باشا من طرف الملك محمد الخامس في مدينة  بني ملال حيث استقبل هناك استقبالا كبيرا وسكنت الأسرة في دار الحاكم الفرنسي.
- الفصل الرابع: "الرباط"

تتحدث الكاتبة فيه بذاكرة أوضح، وبأخذ زمام السرد حيث تخلصت من سرد أمها عندما كانت تعيش في مدرسة داخلية، وبوعي واضح عندما تتحدث عن التعليم الذي تلقته على أستاذها في مدرسة مولاي يوسف بالرباط، وعن إدمانها على القراءاة، وهي تستنكر ما آلت إليه الأوضاع السياسية في البلاد من اعتقالات للوطنيين، من بينهم أبوها الذي كان ينشط في إطار الاتحاد الوطني للقوات الشعبية، وتستنكر التعذيب الذي يتعرض له المعتقلون حالة الانكسار التي أصبح عليها والدها.  ولما بلغها خبر زواج أبيها من امرأة أخرى تأكد لها أن أمها هي الضحية الأولى لسلوك ذكوري ظل سائدا بالرغم مما بذلته الزوجة من أجله ومن أجل الحركة الوطنية، وأن التفكير الديموقراطي ما زال بعيد المنال. تقول: "أية ثورة وأي نضال وأية مصلحة وطنية؟... كيف يناضل المرء لإقامة الحد على الدولة، وهو لا يقيمه على نفسه... لم يكن الأمر حقا ولا باطلا ولكن نزاعا على السلطة. وهي فكرة لم أصل إليها بالطبع إلا فيما بعد"

## بعض القضايا المطروحة في السيرة
- قضية المرأة والمتمثلة في الأم التي ظلت مساندة لزوجها في كل محن السجون التي كان يرحل إليها، وكانت مناضلة هي الأخرى في الحركة الوطنية ومع ذلك لم تنل من المميزات ما ناله الرجال الوطنيون. كانت ضحية عقلية تعدد الزوجات.
- دعوة الحركة الوطنية إلى التمدرس في مدارس حرة من إنشائها مثل المعارف بالدار البيضاء، ومدرسة جسوس ومدارس محمد الخامس بالرباط وقد شملت الدعوة الفتيات أيضا.
- تعدد السجون وقد ذكرت منها الكاتبة: سجن القصيبة وسجن لعلو بالرباط وسجن اغبيلة بالدار البيضاء، وسجن العدير بأزمور والقمع متشابه هناك سواء من المستعمر الفرنسي أو من طرف الشرطة المغربية.
- الديموقراطية بعيدة المنال في فترة الحمسينات والستينات سواء على مستوى سلوك الأفراد أو على المستوى السياسي، فمقاطعة الانتخابات في سنة 1963 ترتب عن ذلك اعتقالات واسعة.
- تأكيد تجنيس النص سيرة ذاتية بالاستناد إلى شخضيات حقيقية معروفة مثل ثريا السقاط  ومحمد الوديع الآسفي وعثمان جوريو وأحمد الحنصالي وأحمد أبو زيد

## الشخصيات
تضم شخصيات رواية "رجوع إلى الطفولة" عدة أدوار محورية تعبّر عن الصراعات الاجتماعية والثقافية التي تواجهها البطلة. الشخصية الرئيسية هي الراوية ليلى، الطفلة التي تكبر في بيئة ممزقة بين الثقافة الاستعمارية الفرنسية والقيم المغربية الإسلامية، حيث تعيش صدمة غياب والدها وتواجه تحديات الهوية والتمرد الداخلي. والدها، المناضل الوطني المسجون بسبب مقاومته للاستعمار، يبقى حضورًا رمزيًا مؤثرًا في حياتها ووعيه السياسي والوجداني. أما الأم، فهي شخصية قوية تمثل المرأة المغربية الصبورة، التي تتحمل مسؤوليات تربية الأسرة في غياب الأب، وتشكل نموذجًا للحنان والصلابة. تلعب الجدة دورًا في ترسيخ القيم التقليدية والحكمة الشعبية، مجسدةً الجيل المحافظ والمتمسك بالدين البسيط. كما تمثل المعلمات والمسؤولات في المدرسة الفرنسية أدوات السلطة الاستعمارية الثقافية التي تفرض اللغة والثقافة الفرنسية، مما يعكس هيمنة الاستعمار على الهوية المحلية. وفي خلفية السرد تظهر صديقات المدرسة اللواتي يعكسن التفاوت الطبقي والتأثيرات المتباينة بين الثقافة الفرنسية والعربية على جيل الأطفال المغاربة.

## رأي النقاد
قال الناقد عبد القادر الشاوي عن طفولتها: "تبدو طفولة مشروطة بواقعها الاجتماعي والنفسي، لا طفولة متخيلة أو مفارقة تجانب الحقيقة التي تود المؤلفة/الساردة إبلاغها إلى القارئ. تأتلف الساردة مع ماضيها ائتلافا حميميا، تستعيده، وتجعله مثوى ذكرياتها الأليفة، وهو الذي يمدها بشعور الوداعة حين يتحول في انقضائه إلى ماض مستجيل، كأنها لم تعشه إلا ليتجول إلى باعث على الفقد والأسف". وقالت عنها نعيمة المدغري: "تطرح ليلى أبو زيد نفس التيمة - الخيبة - في روايتها السيرذاتية "رجوع إلى الطفولة" من خلال سرد الوضع الواقعي لامرأة مناضلة... تهرب السلاح وتطوف من سجن لآخر مقتفية أثر زوحها المقاوم، ليجيء الاستقلال فيكافأ الزوج ويحصل على منصب عال، وهي الضحية الأولى التي يدير لها ظهره حين يستبدلها بعشيقة"

## اقتباسات
يحتوي كتاب "رجوع إلى الطفولة" لليلى أبو زيد على العديد من العبارات المؤثرة التي تلخص الصراعات النفسية والاجتماعية التي واجهتها الكاتبة خلال طفولتها في ظل الاستعمار الفرنسي للمغرب. تعكس هذه الاقتباسات جوانب متعددة من تجربة الهوية، الغياب، والصراع الثقافي. من بين أبرز الاقتباسات:
- "كانت طفولتي رهينة صمت الأب الغائب، وحضور النساء اللاتي صنعن من الألم قوة."   تلخص هذه العبارة الشعور العميق بغياب الأب بسبب السجن السياسي، وتأثير هذا الغياب على تكوين شخصية الطفلة. كما تبرز أهمية دور الأم والجدة اللتين تحمّلن مسؤولية الأسرة، وحولن ألم الفقد إلى مصدر للقوة والصمود. هذا الاقتباس يعكس بشكل جليّ كيف أن الوجود النسائي كان محورياً في تشكيل الهوية والوعي في غياب الرجل.
- "في المدرسة، لم تكن اللغة مجرد كلمات، بل كانت سلاحًا يستعبد الروح ويقتل الهوية."   تعبر هذه العبارة عن التجربة الصعبة التي خاضتها ليلى في النظام التعليمي الاستعماري، حيث فرضت اللغة الفرنسية كأداة للهيمنة الثقافية والسيطرة. لا تقتصر هذه الكلمات على وصف التعليم فقط، بل تسلط الضوء على دور اللغة كوسيلة لإلغاء الهوية الوطنية والثقافية، مما يولّد صراعًا داخليًا بين الانتماء الثقافي الأصلي والفرض الاستعماري.
- "الهوية ليست شيئًا نولد به، بل هي معركة مستمرة بين ما نحب وما يفرض علينا."   تلخص هذه العبارة جوهر الصراع الذي عاشته الكاتبة، حيث تنظر إلى الهوية بوصفها عملية ديناميكية متجددة وليست حالة ثابتة. فهي تعكس التوتر بين الذات والظروف الخارجية، وبين الرغبة في الاحتفاظ بالقيم الأصيلة والضغوط التي تمارسها الأنظمة السياسية والاجتماعية والثقافية. تعبر هذه الجملة عن طبيعة الهوية كمسار يتطلب التفاعل والنضال.

بالإضافة إلى هذه الاقتباسات، يضم الكتاب العديد من العبارات التي تعكس المأزق النفسي والثقافي، وتوثق تجربة الطفولة كحالة متشابكة بين الألم، التمرد، والبحث عن الذات. وتُستخدم هذه الاقتباسات في الدراسات النقدية كأدلة على تأثير الاستعمار على الأفراد من جهة، وعلى المجتمعات من جهة أخرى، خاصة فيما يتعلق بصراعات الهوية واللغة.

## ترجمات
- مترجم إلى الإنجليزية:

 Return to Childhood The Memoir of a Modern Moroccan Woman
- مترجم إلى الفرنسية:

 Retour à l'Enfance